# 임수필
임수필(任秀弼, 1968년 4월 5일 ~ )는 대한민국의 제7대 울산광역시 북구의원이며, 그리고 제주특별자치도 출신이다.

## 학력
- 오현고등학교 졸업
- 울산대학교 전자계산학과 졸업

## 경력
- 북구 주민참여예산시민위원 위원장
- 친환경 의무 무상급식 풀뿌리 울산연대 북구집행위원장
- 북구주민회 대표
- 북구주민회 회원
- 탈핵울산시민공동행동 공동대표
- 식생활교육 울산북구 네트워크 회원
- 농소3동 자율방범대
- 농소큰사랑작은음악회 회원
- 이웃사랑해모임 회원
- 엄마손봉사단 회원
- 참사랑봉사대 회원
- 2018.07 ~ 2022.06 제7대 울산광역시 북구의회 의원
- 2018.07 ~ 2020.07 제7대 울산광역시 북구의회 전반기 예산결산특별위원회 위원

## 역대 선거 결과
|  | 11.87% |

|  | 12.61% |